# 모린 스테이플턴
모린 스테이플턴(Maureen Stapleton, 1925년 6월 21일 ~ 2006년 3월 13일)은 미국의 배우이다.

## 영화
- 바이 바이 버디 (영화)
- 에어포트 (영화)
- 42년의 여름
- 인테리어 (영화)
- 레즈 (영화)
- 코쿤
- 머니 핏
- 제2의 연인
- 메이드 인 헤븐 (1987년 영화)
- 마미 마켓
- 애딕티드 러브

## 텔레비전
- 뜨거운 양철지붕 위의 고양이
- 새터데이 나이트 라이브
- 맨하탄의 사나이

## 연극
- 서쪽 나라의 건달
- 리처드 3세 (희곡)
- 유리동물원